# Fettuccine
Fettuccine (pronunciado [fettutˈtʃiːne]; literalmente "fitinhas"; em italiano singular fettuccina) é um tipo de massa popular na culinária romana e toscana. É um macarrão achatado feito de farinha e ovos (em geral, um ovo para cada 100 g de farinha), mais largo ou similar às tagliatelle típicas de Bologna. Normalmente, é acompanhado ao molho sugo d'umido (ragu) e ragù di pollo (ragu de frango).

## Prato popular
Pratos feitos com Fettuccine incluem o fettuccine Alfredo.